# RPG-43
L'RPG-43 (ruchnaya protivotankovaya - granata a mano anticarro) è stata una bomba a mano anticarro  utilizzata dall'Unione Sovietica durante la seconda guerra mondiale.
È entrata in servizio nel 1943, sostituendo il precedente modello RPG-40. L'RPG-43 utilizza una testata HEAT, mentre l'RPG-40 utilizzava il semplice HE (High Explosive - esplosivo ad alto potenziale).

## Storia
Durante i primi giorni dell'Operazione Barbarossa la fanteria dell'URSS era dotata solo di fucili anticarro, cannoni anticarro, e la RPG-40. Queste armi erano adeguate contro i primi carri armati tedeschi, come il Panzer I e Panzer II, ma, con il progredire della guerra, diventarono obsoleti e quasi inutili contro i più pesanti Panzer V Panther e Panzer VI Tiger I. L'RPG-43 è stata sviluppata come miglioramento dell'RPG-40, e usata in gran numero fino alla fine della guerra. Dopo la guerra furono passati agli alleati dell'URSS, venendo utilizzati in numerose guerre arabo-israeliane. Pur essendo completamente obsoleto può ancora essere trovato in molti paesi del terzo mondo principalmente per la sua affidabilità e per il suo basso costo.
L'RPG-43 aveva una penetrazione di circa 75 mm di corazza di acciaio laminato omogeneo (RHA) ad un angolo di 90 gradi. Più tardi, durante la guerra, è stato migliorata per diventare l'RPG-6, in particolare l'RPG-6 aveva un funzionamento più semplice, una penetrazione più elevata e poteva essere lanciata da dei mortai a tiro teso che ne aumentavano il raggio d'azione, fino a 150 m.

## Descrizione

Schema di una RPG-43, notare il cono per ottenere l'effetto della carica HEAT in cima

L'RPG-43 esternamente aveva la forma di una granata a manico di grandi dimensioni con una testata HEAT di diametro 95 millimetri alla fine. Pesava 1,247 kg, di cui 612 g era alto esplosivo. Quando veniva gettata, un cono metallico cilindrico veniva rilasciato dalla parte posteriore della granata con strisce di tessuto per stabilizzare volo e aumentare la probabilità di un colpo a 90 gradi.

## Tattiche
La sua efficacia è limitata in quanto il soldato sovietico dovrebbe avvicinarsi al carro armato nemico molto più dei soldati tedeschi armati di Panzerfaust. Tuttavia, era molto più piccola delle armi a razzo e non produceva alcun suono, fumo, o la luce quando veniva lanciata, quindi non tradiva la posizione del tiratore. Nonostante i suoi limiti era economica e veloce per la produzione, permettendogli di diventare la principale arma anticarro sovietica della seconda guerra mondiale.
Nel complesso utilizzare l'RPG-43 era un compito goffo e difficile. Per usarlo, l'utilizzatore doveva arrivare entro la portata del carro nemico. Pur avendo una potente testata, ci voleva un soldato esperto per avere il risultato migliore, ed in più, era efficace solo se l'angolo d'impatto era di circa 90 gradi. Bisognava anche lanciarla con forza, altrimenti c'era la possibilità che rimbalzasse sul carro nemico.